# 大沢あかね LUCKY 7 supported by 犬塚製作所
大沢あかね LUCKY 7 supported by 犬塚製作所（おおさわあかねラッキーセブンサポーティッドバイいぬずかせいさくしょ）は、ニッポン放送で2025年3月31日から放送開始のラジオのトーク番組。

## 概要
これまでの『スポーツ伝説』の放送枠を受け継ぎ、新しいラジオのトーク番組として放送開始する。ニッポン放送における大沢が単独でのレギュラー番組は『大沢あかねのハイジャンプ・レディオ!』以来15年ぶりとなる。
この番組は、タレントの大沢あかねにとって、初めてのラジオの帯番組のパーソナリティを担当するもので、現在各分野で活動している人物や、今後ネクストブレイクが期待される人物を迎えるトーク番組となっている。

## 放送時間
- 月曜 - 金曜 21:50 - 21:57
  - 野球中継が延長になった場合は休止。

## パーソナリティ
- 大沢あかね